# Дорадина (Парана)
Дорадина (порт. Douradina) — муниципалитет в Бразилии, входит в штат Парана. Составная часть мезорегиона Северо-запад штата Парана. Входит в экономико-статистический микрорегион Умуарама. Население составляет 5851 человек на 2006 год. Занимает площадь 419,852 км². Плотность населения — 13,9 чел./км².
Праздник города — 1 февраля.

## История
Город основан 1 февраля 1983 года. 

## Статистика
- Валовой внутренний продукт на 2003 год составляет 62 570 642,00 реалов (данные: Бразильский институт географии и статистики).
- Валовой внутренний продукт на душу населения на 2003 год составляет 10 440,62 реалов (данные: Бразильский институт географии и статистики).
- Индекс развития человеческого потенциала на 2000 год составляет 0,740 (данные: Программа развития ООН).

## География
Климат местности: субтропический. В соответствии с классификацией Кёппена, климат относится к категории Cfa.